# 4026 Beet
4026 Beet је астероид главног астероидног појаса чија средња удаљеност од Сунца износи 2,441 астрономских јединица (АЈ).
Апсолутна магнитуда астероида је 13,4.